# Vịnh Santa Catalina

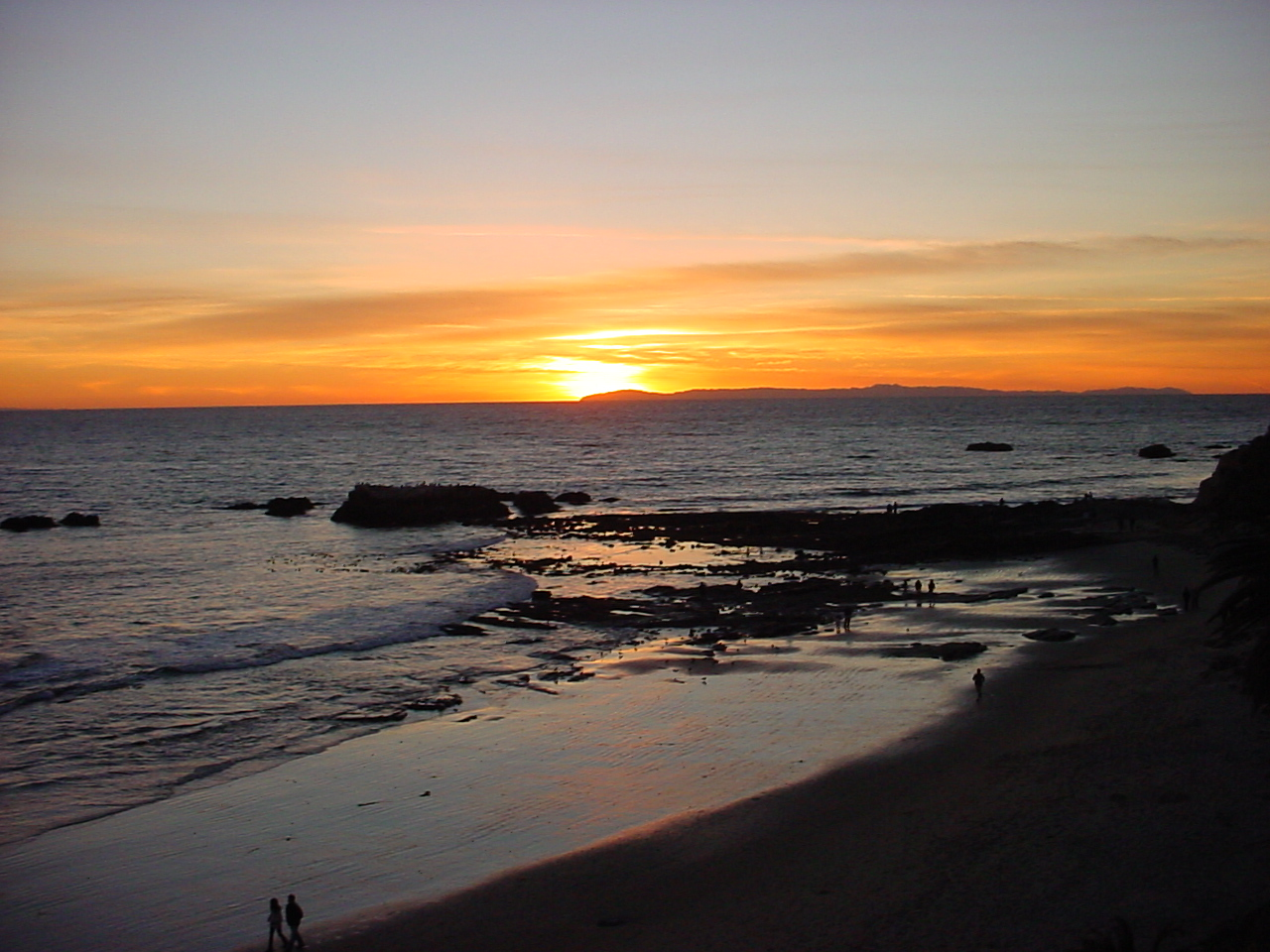
Hoàng hôn vào tháng 12 năm 2007, nhìn từ Bãi biển Laguna, nhìn về phía tây hướng tới Đảo Santa Catalina.

Vịnh Santa Catalina là một vịnh ở Thái Bình Dương trên bờ biển phía tây của Bắc Mỹ. Bờ biển phía đông của vịnh thuộc các bang California, Hoa Kỳ, và Baja California, Mexico. Thành phố lớn nhất trên bờ của vịnh là San Diego. Các đảo trong vịnh bao gồm đảo Santa Catalina. Vịnh nằm trong khu vực hoạt động địa chấn. Các nhà thám hiểm Châu Âu năm đi vào vịnh này năm 1542, khi Juan Rodríguez Cabrillo chạy tàu vào đây từ Navivad trên tàu San Salvador và hai chiếc tàu khác. 